# Il regno di Doomsday
Il regno di Doomsday (Reign of Doomsday) è una miniserie crossover a fumetti in tre parti pubblicata negli Stati Uniti d'America del 2011 dalla DC Comics sulle testate incentrate sul personaggio di Superman. La trama prende il titolo dalla saga Il regno dei Superman, seguito immediato della La morte di Superman. La miniserie è stata ben accolta dai fan, ma meno dai critici, che sono arrivati a decretarla la peggior storia del 2011.

## Storia editoriale
Il crossover è iniziato nel gennaio 2011 con l'albo one-shot Steel, pubblicato sotto l'etichetta DC Icons; è poi continuato nel n. 37 della serie Outsiders, nel n. 55 di Justice League of America e nel n. 5 dello speciale annuale Superman / Batman - entrambi i quali riguardavano Supergirl e Cyborg Superman - Superboy n. 6, dove ha affrontato Superboy, e Action Comics dal n. 900 al n. 904, dove ha affrontato Superman. La trama si è concluso nel n. 904, l'ultimo numero della prima serie di Action Comics che ha preceduto il rilancio della testata come parte del progetto The New 52.

## Trama
Quando Doomsday atterra a Metropolis, Steel combatte la creatura e perde. Doomsday prende Steel e si allontana dalla scena. Doomsday attacca poi gli estranei a Markovia, intenti a trovare Eradicator. Dopo aver sconfitto Eradicator e i suoi compagni di squadra, Doomsday si allontana dal campo di battaglia con il suo corpo. Il giorno del giudizio più tardi attacca l'alfa Lanterna Boodikka e diversi membri della Justice League. Il Cyborg Superman emerge dal corpo di Boodikka e rivela che Doomsday è arrivato per lui. Cyborg Superman ferisce Doomsday, che assimila la nanotecnologia di Cyborg Superman e si ricostruisce in Cyborg Doomsday. Supergirl arriva e aiuta Cyborg Superman contro Doomsday, ma Doomsday li sconfigge entrambi e si teletrasporta via con i loro corpi. Successivamente Doomsday attacca Superboy e dopo averlo sconfitto facilmente, porta via anche lui.
Superman scopre che probabilmente Doomsday è stato risvegliato da Lex Luthor, e si avvia in una base segreta a Central City per salvare i suoi amici. Superman tenta di liberare i suoi alleati, ma scopre il corpo addormentato di Doomsday, così come tre cloni separati - ognuno con un powerset diverso progettato per renderli in grado di eliminare più kryptoniani. Luthor aveva trovato Doomsday su un altro pianeta in uno stato di profondo sonno, in una sorta di letargo, così prese la decisione di portarlo sulla terra in modo da clonarlo. Superman libera i suoi alleati e scappano assieme al Doomsday originale addormentato, i potenti cloni li inseguono cercando di catturarli.
In quel momento il dormiente mostro grigio si sveglia e uccide senza difficoltà i suoi potenti cloni e comincia a distruggere Central City. Superman, Supergirl, Superboy, Cyborg Superman e l'arrivato Flash cominciano a combattere il mostro, ma la potenza di Doomsday è talmente elevata che i quattro vengono sconfitti facilmente. Batman viene a sapere tramite un notiziario ciò che sta accadendo a Central City e chiama la Justice League, formata al momento dal potente Capitan Atom, Shazam, Wonder Woman, Lanterna Verde e Aquaman.
La jla si unisce alla battaglia contro il mostro grigio, ma quest'ultimo sconfigge facilmente anche loro. Doomsday continua a distruggere la città e ad uccidere ogni cittadino, Capitan Cold, Mirror Master e Heat Wave si uniscono alla jla per proteggere la loro città. L'unione degli eroi e dei loro nemici non potrà niente contro la furia di Doomsday. Batman indeciso sul da farsi, contatterà Plastic Man, Martian Manhunter, gli Outsiders e i Teen Titans per fermare l'avanzata inarrestabile di Doomsday. Nulla riuscirà a fermare l'avanzata del mostro, nonostante gli inutili tentativi di fermarlo da parte di un incredibile numero di eroi e di potenti villain (tra cui Black Adam e Major Force).
Nella mischia intervengono anche Orion, Capitan Comet, e Big Barda; Doomsday ferisce gravemente Orion che è costretto a ritirarsi e uccide Capitan Comet. Giunto a destinazione, Firestorm cerca di fermare il mostro con un potentissimo colpo combinato con le potenti scariche elettriche di Black Lightning, ma neanche questo ha effetto. Doomsday continua a mietere vittime tra super eroi e super criminali, proprio in quel momento giungono sul campo di battaglia anche il Dottor Fate assieme a Zatanna Zatara. Il potente mago cercherà di usare la sua potente magia, ma Doomsday risulta immune anche a questo. Batman (su suggerimento del figlio Damian), chiama in aiuto il potente e malvagio Darkseid. Nel frattempo Fate prova a fermare il mostro con un attacco combinato tra la sua magia, i potenti raggi di Superman, l'energia di Capitan Atom e Major Force e i poteri di Shazam e Black Adam, senza però scalfire minimamente il potente mostro.
In quel momento fa la sua comparsa Darkseid, felice di aver finalmente trovato un degno avversario e di poter attaccare Doomsday a piena potenza. Visto la potenza dello scontro tra i due esseri, Fate rinchiude il campo di battaglia con una enorme cupola magica che servirà per trattenere i loro incredibili poteri senza distruggere la Terra. Mentre il resto degli eroi, mettono in salvo i civili, Darkseid e Doomsday continuano a scambiarsi colpi di inimmaginabile potenza all'interno della cupola magica. Nel frattempo Fate trova il sistema per liberarsi definitivamente del mostro, rinchiuderlo in qualche dimensione parallela. Attraverso un boomdotto e l'uso di un potente incantesimo, Fate riesce a rinchiudere Doomsday in una dimensione simile alla zona fantasma.
Darkseid infastidito dalla scelta degli eroi, torna su Apokolips, lasciando gli eroi a leccarsi le ferite. Batman andrà da Luthor per arrestarlo, ma troverà un ennesimo clone di Doomsday a fronteggiare l'eroe, il clone verrà sconfitto dai feriti Superman e Capitan Atom, dando però la possibilà a Luthor di scappare.